# Ghanzi

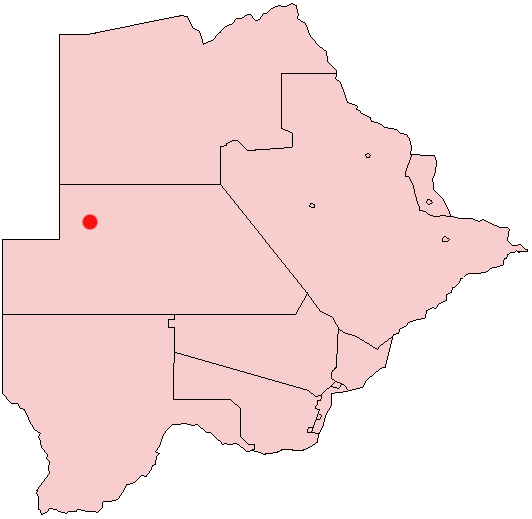
Położenie miasta na mapie Botswany

Ghanzi – miasto w zachodniej Botswanie. Leży w dystrykcie Ghanzi, którego jest stolicą. W mieście działa tylko jeden bank – Barclays Bank. Według danych z 2011 roku miasto liczyło 12 267 mieszkańców. Ghanzi znane jest również jako Stolica Kalahari.